# Marateca (Palmela)
A Freguesia de Marateca foi uma freguesia portuguesa do Município de Palmela, no Distrito de Setúbal, que tinha 103,37 km² de área e 3724 habitantes, em 2011, tendo por isso uma densidade populacional de 36 habitantes/Km2.
A Freguesia da Marateca foi extinta em 2013, no âmbito de uma reforma administrativa nacional, tendo sido agregada à Freguesia de Poceirão para formar uma nova freguesia denominada União das Freguesias de Poceirão e Marateca.. 

## População
| População da freguesia de Santo Isidro de Sarilhos Grandes | População da freguesia de Santo Isidro de Sarilhos Grandes | População da freguesia de Santo Isidro de Sarilhos Grandes | População da freguesia de Santo Isidro de Sarilhos Grandes | População da freguesia de Santo Isidro de Sarilhos Grandes | População da freguesia de Santo Isidro de Sarilhos Grandes | População da freguesia de Santo Isidro de Sarilhos Grandes | População da freguesia de Santo Isidro de Sarilhos Grandes | População da freguesia de Santo Isidro de Sarilhos Grandes | População da freguesia de Santo Isidro de Sarilhos Grandes | População da freguesia de Santo Isidro de Sarilhos Grandes | População da freguesia de Santo Isidro de Sarilhos Grandes | População da freguesia de Santo Isidro de Sarilhos Grandes | População da freguesia de Santo Isidro de Sarilhos Grandes | População da freguesia de Santo Isidro de Sarilhos Grandes |
| ---------------------------------------------------------- | ---------------------------------------------------------- | ---------------------------------------------------------- | ---------------------------------------------------------- | ---------------------------------------------------------- | ---------------------------------------------------------- | ---------------------------------------------------------- | ---------------------------------------------------------- | ---------------------------------------------------------- | ---------------------------------------------------------- | ---------------------------------------------------------- | ---------------------------------------------------------- | ---------------------------------------------------------- | ---------------------------------------------------------- | ---------------------------------------------------------- |
| 1864                                                       | 1878                                                       | 1890                                                       | 1900                                                       | 1911                                                       | 1920                                                       | 1930                                                       | 1940                                                       | 1950                                                       | 1960                                                       | 1970                                                       | 1981                                                       | 1991                                                       | 2001                                                       | 2011                                                       |
|                                                            |                                                            |                                                            |                                                            |                                                            |                                                            | 3 120                                                      | 3 836                                                      | 4 444                                                      | 4 573                                                      | 3 011                                                      | 4 615                                                      | 3 644                                                      | 3 586                                                      | 3 724                                                      |

Nos censos de 1864 a 1920 esta freguesia pertencia ao concelho de Setúbal, inserida na freguesia de Palmela. Pelo decreto lei nº 12.615, de 01/11/1926, que criou o concelho de Palmela, passou a fazer parte deste concelho (atual município), como freguesia autónoma. Com lugares desta freguesia foi criada em 1957 a freguesia de Santo Isidro de Pegões, do concelho do Montijo e em 1988 a freguesia de Poceirão
| Distribuição da População por Grupos Etários | Distribuição da População por Grupos Etários | Distribuição da População por Grupos Etários | Distribuição da População por Grupos Etários | Distribuição da População por Grupos Etários | Distribuição da População por Grupos Etários | Distribuição da População por Grupos Etários | Distribuição da População por Grupos Etários | Distribuição da População por Grupos Etários | Distribuição da População por Grupos Etários |
| -------------------------------------------- | -------------------------------------------- | -------------------------------------------- | -------------------------------------------- | -------------------------------------------- | -------------------------------------------- | -------------------------------------------- | -------------------------------------------- | -------------------------------------------- | -------------------------------------------- |
| Ano                                          | 0-14 Anos                                    | 15-24 Anos                                   | 25-64 Anos                                   | > 65 Anos                                    |                                              | 0-14 Anos                                    | 15-24 Anos                                   | 25-64 Anos                                   | > 65 Anos                                    |
| 2001                                         | 559                                          | 487                                          | 1 959                                        | 581                                          |                                              | 15,6%                                        | 13,6%                                        | 54,6%                                        | 16,2%                                        |
| 2011                                         | 573                                          | 370                                          | 1 982                                        | 799                                          |                                              | 15,4%                                        | 9,9%                                         | 53,2%                                        | 21,5%                                        |

Média do País no censo de 2001:  0/14 Anos-16,0%; 15/24 Anos-14,3%; 25/64 Anos-53,4%; 65 e mais Anos-16,4%
Média do País no censo de 2011:   0/14 Anos-14,9%; 15/24 Anos-10,9%; 25/64 Anos-55,2%; 65 e mais Anos-19,0%

## História
O povoamento da freguesia remonta à época da colonização romana, tendo começado por ser ponto de apoio aos viajantes, dada a sua proximidade com a estrada que ligava Lisboa a Mérida, sendo este facto comprovado com os achados arqueológicos do Zambujalinho. Em contexto romano, existia nas imediações um povoado de nome Malateca.
O seu nome data do século XII, existindo uma lenda popular que conta que um cavaleiro português se apaixonou por uma bela mourisca. Este cavaleiro residia no local onde hoje em dia é a Marateca. Para ficar com a sua amada, raptou-a e entregou-a aos de sua confiança, para que estes a entregassem, sem que fosse encontrada, a sua família. A bela muçulmana fez a viagem por mar e depois pelo Rio Sado, até chegar ao destino. Como não dominava a língua portuguesa, quando lhe perguntavam como tinha ali chegado, ela respondia “ Mar até cá”.
Actualmente esta designação dá o nome à freguesia, contudo o local da Marateca é de todos o menos povoado e onde se encontram as ruínas da igreja, que testemunhou a existência de um antiga comunidade habitacional humana, o cemitério anexo à igreja e a ponte de ferro sobre o rio que tem o mesmo nome da povoação, formando um troço de estrada em direcção ao Alentejo e Algarve.

## Localidades
A Freguesia da Marateca, com mais de quinhentos anos de história, localizava-se na zona nascente do Município de Palmela e faz extrema com os Municípios de Setúbal, Montijo, Alcácer do Sal e Vendas Novas. Tinha 3724 habitantes (2011) numa área de 134 km², abrangendo as localidades de Águas de Moura, Margaça, Cajados, Fernando Pó, Fonte da Barreira e Agualva de Cima.

## Economia
Nesta freguesia predominam as grandes herdades, ricas em montado de sobro, pinhal e olival. O montado constitui-se como importante fonte de riqueza, pois favorece a criação de gado, a exploração de cortiça, a orizicultura, a apicultura e ainda o desenvolvimento das actividades cinegéticas. No entanto, a mais importante da região é a viticultura, pois produzem-se vinhos encorpados, de óptima qualidade, características da casta Periquita. Ainda existem outras actividades económicas exploradas nesta freguesia, como a cultura do tomate e indústrias de lacticínios (fábrica da Parmalat).

## Eventos
- A primeira Mostra de Vinhos, em Fernando Pó, foi realizada por iniciativa dos produtores de vinho da Marateca e do Poceirão em 1996, tendo alcançado um grande êxito, já fazendo parte das festas da freguesia.
- As festas de S. Pedro da Marateca são também muito apreciadas pelas gentes da terra e têm como objectivo a divulgação da cultura tradicional, bem como o reforço das raízes populares. Estas festas são de cariz religioso e profano, sendo um dos pontos de referência das localidades. A procissão e as marchas populares são consideradas a alma destas festas, que atraem anualmente um grande número de visitantes.

## Património
- Igreja de Águas de Moura - Com traça dos anos 50, é um edifício de destaque na povoação, pela sua volumetria e pela torre coroada pelo tradicional ninho de cegonha. A antiga Igreja, actualmente em ruína, situa-se junto ao cemitério local.
- Tanque público de Águas de Moura - Datado de 1899, constitui um bem preservado local de convívio e trabalho feminino ao longo de décadas, marcando as relações de sociabilidade locais.